# 北宋泾原路帅臣列表
北宋泾原路帅臣，指泾原路安抚司的长官，或称安抚使，或称经略安抚使。

## 历任经略安抚使

### 宋太祖朝
- 白重赞（960年）
- 张铎（960年—976年）

### 宋太宗朝
- 张铎
- 王文宝
- 李若拙
- 柴禹锡
- 曹玮（990年—997年）

### 宋真宗朝
- 曹玮（997年—999年）
- 雷孝先（1000年—1002年）
- 柴禹锡
- 魏廷式
- 谭延美
- 阎日新（1008年—1010年）
- 杨怀忠
- 曹玮（1010年—1015年）
- 郝荣（1015年—1018年）

### 宋仁宗朝
- 马洵美（1024年—1025年）
- 康继英（1026年—1027年）
- 刘平（1027年）
- 高继勋（1027年—1029年）
- 雷孝先
- 安继昌
- 高化（1030年—1032年）
- 张敏（1033年—1034年）
- 孙继邺（1035年—1037年）
- 高继宣（1038年）
- 夏竦
- 葛怀敏
- 张亢（1039年—1040年）
- 郭志高（1040年）
- 王沿（1040年—1042年）
- 张亢（1042年—1043年）
- 尹洙（1043年—1044年）
- 王素（1044年—1045年）
- 程戡（1045年—1047年）
- 张亢（1047年）
- 田况（1047年—1048年）
- 夏安期（1048年—1051年）
- 王素（1051年—1053年）
- 任颛（1054年—1056年）
- 吕公弼（1057年—1059年）
- 钱明逸（1060年—1062年）
- 施昌言（1062年—1063年）

### 宋英宗朝
- 施昌言（1063年—1064年）
- 王素（1064年—1066年）
- 郭逵（1066年—1067年）
- 蔡挺（1067年）

### 宋神宗朝
- 蔡挺（1067年—1072年）
- 郭逵（1072年）
- 王广渊（1072年—1075年）
- 冯京（1075年—1076年）
- 蔡延庆（1076年—1079年）
- 徐禧（1079年）
- 卢秉（1079年—1085年）
- 刘昌祚（1085年）
- 刘庠（1085年）

### 宋哲宗朝
- 刘庠（1085年—1086年）
- 刘昌祚（1086年—1089年）
- 刘舜卿（1090年）
- 谢麟（1091年—1093年）
- 孙览（1093年—1094年）
- 吕大忠（1094年—1096年）
- 毛渐（1096年）
- 章楶（1096年—1100年）

### 宋徽宗朝
- 章楶（1100年）
- 毛渐（1100年—1101年）
- 王恩（1101年）
- 胡宗回（1102年）
- 苗履（1102年—1103年）
- 邢恕（1103年—1104年）
- 钟传（1104年—1105年）
- 折可适（1106年—1109年）
- 刘仲武（1109年—1110年）
- 折可适（1110年）
- 薛嗣昌（1110年—1111年）
- 刘仲武（1112年）
- 吴择仁（1112年—1113年）
- 何述（1113年—1115年）
- 张庄（1115年—1116年）
- 种师道（1116年—1122年）
- 任谅（1122年—1123年）
- 钱盖（1123年—1124年）
- 席贡（1124年—1125年）

### 宋钦宗朝
- 席贡（1125年—1127年）